# Nosy Sakatia
Nosy Sakatia (franska: Ile aux orchidées) är en ö i Madagaskar. Den ligger i den norra delen av landet, 600 km norr om huvudstaden Antananarivo. Arean är 5,7 kvadratkilometer.
Terrängen på Nosy Sakatia är platt. Öns högsta punkt är 122 meter över havet. Den sträcker sig 3,3 kilometer i nord-sydlig riktning, och 3,1 kilometer i öst-västlig riktning.  Omgivningarna runt Nosy Sakatia är en mosaik av jordbruksmark och naturlig växtlighet.